# Sid Vicious
Sid Vicious, född John Simon Ritchie den 10 maj 1957 i Lewisham i London, död 2 februari 1979 i New York, var en brittisk basist i Sex Pistols (ersatte Glen Matlock) och solosångare.

## Biografi

### Uppväxt
John Simon Ritchie föddes som ende son till John och Anne Ritchie. Kort efter födseln lämnade fadern familjen, och Simon och Anne flyttade till Ibiza där Anne började sälja droger för att försörja dem. Hon gifte sig senare med Christopher Beverley 1965.
Styvfadern dog ett halvår senare och 1968 bodde familjen Ritchie i en lägenhet i Tunbridge Wells, där unge Simon gick på skolan Sandown Court School. 1971 flyttade båda till Hackney i norra London. Ett tag bodde de i Somerset, då Ritchie gick på Clevedon Community School.
Enligt bland andra Sex Pistols fotograf, Dennis Morris, var Sid "i grund och botten en blyg person", även om han kunde spåra ur totalt, som när han som tolvåring dödade en katt.
I tonåren bestämde sig Ritchie för att ändra sitt tilltalsnamn från Simon till John och började samtidigt umgås med tre andra som bar samma namn: John Lydon (mest känd som Johnny Rotten), John Wardle (även känd som Jah Wobble) och John Gray. De kallades ofta för "The four Johns".
Sitt smeknamn Sid fick han av Lydon efter dennes hamster som bet Ritchie. Efter det kallades hamstern ofta för Sid the Vicious ('Sid den grymme') och namnet fördes vidare till den mer kände Sid Vicious. Sid gillade inte sitt smeknamn, men för att retas presenterade Lydon alltid honom som 'Sid' och till slut, vilket har uppgivits i en intervju, accepterade han det.

### Musikkarriär
Sids musikkarriär började 1976 med bandet The Flowers of Romance. Han spelade även trummor med Siouxsie and the Banshees under deras uppmärksammade debutspelning på 100 Club Punk Special den 20 september 1976.
Sids första Sex Pistols-spelning ägde rum den 3 april 1977 på Screen on the Green i Islington i London. Spelningen filmades och har getts ut i filmen Punk Rock Movie.
I november 1977 träffade Sid för första gången Nancy Spungen och de blev genast ett par. Hon var heroinberoende och Sid delade snart beroendet. Även om de uppenbarligen älskade varandra hade deras förhållande en katastrofal effekt på Sex Pistols. Både gruppen och Sid som person försämrades. Sex Pistols splittrades efter en spelning på Winterland Ballroom i San Francisco den 14 januari 1978. Med Nancy som sin "manager" gjorde Sid upprepade försök till fler spelningar och några genomfördes tillsammans med musiker som Mick Jones, Rat Scabies, Arthur Kane, Jerry Nolan och Johnny Thunders.

### Mordet på Nancy Spungen
Under tiden hade Sid och Nancy stängt in sig i sitt hotellrum, rum 100, på Chelsea Hotel i New York. På kvällen den 11 oktober 1978 anordnade de en mindre fest och ett par avdankade rockstjärnor, vänner från drogvärlden samt objudna gäster dök upp. Sid däckade tidigt och mindes därför inte vad som hänt Nancy, när han vaknade på morgonen fann han henne död under handfatet. Hon hade huggits med en 18 cm lång jaktkniv en gång i magen och sedan förblött. Sid greps och åtalades för mordet på Nancy trots sin förvirring kring händelsen. Han hördes säga direkt efter det att hjälp kommit till rum 100 att "hon måste ha fallit på kniven", men hävdade även i rätten att han gjorde det "för jag är en fähund". I en intervju efter rättegången sade han att han inte dödade Nancy. Han sade att han inte visste vad som hade hänt. Sid blev i intervjun tillfrågad var han skulle vilja vara just då – och svarade "under the ground".
Sid arresterades den 9 december 1978 men släpptes den 1 februari 1979 mot en borgen på 50 000 amerikanska dollar.

### Död
På kvällen den 1 februari 1979 hölls en mindre fest hemma hos sin nya flickvän Michelle Robinson för att fira frisläppandet mot borgen. Under tiden i häktet hade Sid varit drogfri och deltagit i ett avgiftningsprogram, men under natten tog han heroin som ledde till en dödlig överdos. Han upptäcktes tidigt på morgonen den andra februari av sin mor, Anne Beverley. 
Enligt senare intervjuer med modern var det en medveten överdosering.

## Diskografi

### Sid Vicious
- My Way/Something Else/C'mon Everybody (1979, 12”, Barclay, Barclay 740 509)
- Sid Sings (1979, LP, Virgin, V2144)
- Live (1980, LP, Creative Industry Inc., JSR 21)
- Vicious Burger (1980, LP, UD-6535, VD 6336)
- Love Kills N.Y.C. (1985, LP, Konexion, KOMA 788020)
- The Sid Vicious Experience – Jack Boots and Dirty Looks (1986, LP, Antler 37)
- The Idols With Sid Vicious (1993, CD, Last Call Records, LC22289)
- Never Mind the Reunion Here’s Sid Vicious (1997, CD)
- Sid Dead Live (1997, CD, Anagram, PUNK 86)
- Sid Vicious Sings (1997, CD)
- Vicious & Friends (1998, CD, Dressed To Kill Records, Dress 602)
- Better (to provoke a reaction than to react to a provocation) (1999, CD, Almafame, YEAAH6)
- Probably His Last Ever Interview (2000, CD, OZIT, OZITCD62)
- Better (2001, CD)
- Vive Le Rock (2003, 2CD)
- Too Fast To Live... (2004, CD)
- Naked & Ashamed (7”, Wonderful Records, WO-73)
- Sid Live At Max’s Kansas City (LP, JSR 21)
- Sid Vicious (LP, Innocent Records, JSR 21)
- Sid Vicious McDonald Bros. Box (3CD, Sound Solutions, 003)

### Sid and Nancy
- Love Kills (1986, LP, MCA, MCG 6011)

### Sid Vicious & Friends
- (Don’t You Gimme) No Lip/(I’m Not Your) Steppin’ Stone (1989, 7”, SCRATCH 7)
- Sid Vicious & Friends (1998, CD, Cleopatra, #251, ASIN: B0000061AS)

### Sid Vicious/Eddie Cochran
- Sid Vicious v’s Eddie Cochran – The Battle Of The Rockers (LP, Jock, LP 6)

### Vicious White Kids
- The Vicious White Kids (1987, LP, Ritchie 1)
- Vicious White Kids (2001, CD, Sanctuary, CMRCD372)

## Film
1. Sex Pistols Number One (1976, regi Derek Jarman)
2. Will Your Son Turn into Sid Vicious? (1978)
3. Mr. Mike's Mondo Video (1979, regi Michael O'Donoghue)
4. The Punk Rock Movie (1979, regi Don Letts)
5. The Great Rock 'n' Roll Swindle (1980, regi Julien Temple, VHS/DVD)
6. DOA (1981, regi Lech Kowalski)
7. Buried Alive (1991, Sex Pistols)
8. Decade (1991, Sex Pistols)
9. Bollocks to Every (1995, Sex Pistols)
10. Filth to Fury (1995, Sex Pistols)
11. Classic Chaotic (1996, Sex Pistols)
12. Kill the Hippies (1996, Sex Pistols, VHS)
13. The Filth and the Fury (2000, regi Julien Temple, VHS/NTSC/DVD)
14. Live at the Longhorn (2001, Sex Pistols)
15. Live at Winterland (2001, Sex Pistols, DVD)
16. Never Mind the Bollocks Here's the Sex Pistols (2002, Sex Pistols, VHS/DVD)
17. Punk Rockers (2003, Sex Pistols, DVD)
18. Blood on the Turntable: The Sex Pistols (2004, regi Steve Crabtree)
19. Music Box Biographical Collection (2005, Sex Pistols, DVD)
20. Punk Icons (2006, Sex Pistols, DVD)
21. Chaos! Ex Pistols Secret History: The Dave Goodman Story (2007, Sex Pistols, DVD)
22. Pirates of Destiny (2007, regi Tõnu Trubetsky, DVD)
23. Rock Case Studies (2007, Sex Pistols, DVD)
24. In Search of Sid (2009, BBC Radio 4, Jah Wobble)[2]

I filmen Sid and Nancy (1986) spelas Sid Vicious av Gary Oldman.